# جون سوليفان (سياسي أسترالي)
جون سوليفان (بالإنجليزية: John Sullivan)‏ هو سياسي أسترالي، ولد في 7 فبراير 1929 في أستراليا. حزبياً، نشط في الحزب الوطني الأسترالي. وقد انتخب عضو الجمعية التشريعية نيو ساوث ويلز وانتخب عضو مجلس النواب الأسترالي عن دائرة Division of Riverina ‏ (1974 – 1977).